# Carl Thunberg (brottsling)
Maximillian Sumonja, tidigare Carl Boris Gunnar Thunberg, född Sumonja 28 november 1965 i Högalids församling i Stockholm, var under början av 1990-talet ledare för Militärligan som begick flera grova rån i Mellansverige. Bland övriga medlemmar i ligan fanns bland annat några av hans släktingar. Han greps under julhelgen 1993 efter ett rån i Heby och dömdes till 14 års fängelse. Efter avtjänat straff blev Sumonja egenföretagare. Maximillian Sumonja (då under namnet Carl Thunberg) var i augusti 2008 häktad på sannolika skäl misstänkt för ett mord i Polen, men frikändes i juni 2009. Domen i tingsrätten överklagades till hovrätten, men hovrätten fann ingen anledning att ändra tingsrättens dom och Sumonja frikändes därför. Han tilldömdes senare ett skadestånd om 390 000 kr för att han suttit frihetsberövad i tio månader.
Sumonja var under sin tid i fängelset med i Lars Noréns pjäs 7:3 tillsammans med bland andra Tony Olsson.